# پترا کویتووا
پترا کویتووا (به چکی: Petra Kvitová) (زادهٔ ۸ مارس ۱۹۹۰) یک تنیس‌باز حرفه‌ای اهل جمهوری چک است. وی تاکنون ده عنوان انجمن تنیس زنان را برنده شده‌است. بالاترین رتبهٔ او در رده‌بندی ۲ بود که در ۳۱ اکتبر ۲۰۱۱، قرار گرفت.
کویتووا یک بازیکن چپ‌دست است که با فور هند نیرومند خود مشهور است. او تا شانزده سالگی تمرینات خود را در شهر زادگاهش ادامه می‌داد ولی بعدها تصمیم به ادامهٔ حرفه‌ایِ تنیس گرفت.
کویتووا قهرمانی ویمبلدون را در سال ۲۰۱۱ با پیروزی مقابل ماریا شاراپووا به‌دست‌آورد که اولین گرند اسلم وی بود و در سال ۲۰۱۴ نیز دوباره در مسابقات تنیس زنان ویمبلدون قهرمان شد.
او در حال حاضر در رده یازدهم رده‌بندی تنیس زنان جهان قرار دارد، زمانی نفر دوم این رده‌بندی بود.
کویتووا، ۲۶ ساله در روز سه‌شنبه، ۲۰ دسامبر ۲۰۱۶ در شهر پروستیوف در شرق جمهوری چک در پی یک حمله با سلاح سرد در خانه‌اش زخمی شد. در این حادثه که گفته شده به قصد سرقت بوده این تنیس‌باز چپ دست از ناحیه دست چپ به ضرب چاقو مجروح شد اما جراحات چندان شدید نبود.